# 都宇郡
都宇郡是過去位於岡山縣南部的一郡，已於1900年4月1日與窪屋郡合併為都窪郡。
過去的範圍包括現在的倉敷市東北部地區和岡山市西部地區。

## 歷史
過去名為「津宇」，最初在穴海尚未被围垦成為陸地前，這裡是吉備國對外的港口，日文的「津」即為港口的意思，但因為「津」的日文發音僅有「つ」一個音，郡名為了配合使用兩個漢字的習慣，因此改為「つぅ」，漢字便成為「津宇」，後來再改為「都宇」。

### 沿革
- 1889年6月1日：實施町村制，都宇郡下設：早島村、箕島村、妹尾村、加茂村、撫川村、山田村、大福村、庄村、中庄村、豐洲村、江島村。（11村）
- 1896年2月26日：（3町8村）
  - 江島村改制並改名為茶屋町。
  - 早島村改制為早島町。
  - 妹尾村改制為妹尾町。
- 1900年4月1日：都宇郡和窪屋郡合併為都窪郡。